# Masters de Montecarlo 1999
El Masters de Montecarlo 1999 fue un torneo de tenis masculino jugado sobre tierra batida. Fue la 93.ª edición de este torneo. Se celebró entre el 19 y el 25 de abril de 1999.

## Campeones

### Individuales
Gustavo Kuerten vence a  Marcelo Ríos, 6–4, 2–1, ret.

### Dobles
Olivier Delaître /  Tim Henman vencen a  Jiří Novák /  David Rikl, 6–2, 6–3.